# Баркасово (Калінінградська область)
Баркасово (рос. Баркасово, нім. Neu Katzkeim, лит. Naujasis Katkiemis) — селище Зеленоградського району, Калінінградської області Росії. Входить до складу Красноторовського сільського поселення.
Населення — 23 особи (2015 рік).

## Населення
| 2002 | 2010 |
| ---- | ---- |
| 26   | ↘23  |